# Deinacanthon
Deinacanthon Mez (del griego deinos, ‘terrible’, y anthos, ‘flor’) es un género de plantas fanerógamas perteneciente a la familia Bromeliaceae, subfamilia Bromelioideae. Es endémica de Argentina y Paraguay. El género está compuesto por una única especie conocida, Deinacanthon urbanianum Mez.

## Nombres comunes
Chaguaré, chaguar, chagurcillo, tamomá.

## Uso textil
Junto con otras dos bromeliáceas, Bromelia hieronymi (chaguar, en quichua; cht'saj, en wichí) y Pseudananas sagenarius (caraguatá), se usan sus largas fibras para confeccionar todo tipo de elementos. En estado vegetativo, y a ojo desnudo, es prácticamente imposible diferenciar las tres especies.
Los textiles de chaguar se han identificado en Argentina, Paraguay y el Chaco boliviano. Los usan los grupos étnicos chaqueños: naciones Ayoreo, Chorote, Chulupí, Enxet, Wichí, y menos por Pilagá, y Toba. Son rechazados por los blancos y en especial por los ganaderos. De hecho, consideran al chaguar una maleza debido a que sus matas pinchan al ganado, y los animales por evitarlas, no pastan cerca. En los años 1940, en Argentina y en Paraguay, se levantaron varias industrias para extraer y procesar fibra de chaguar, y confeccionar bolsas y sacos como sustituto del yute, cáñamo y lino. Sus hojas tienen una gran cantidad de fibra de buena calidad; pero, a pesar de eso, por técnica y precios relativos, esas industrias pronto cesaron.
La roseta o bulbo de la planta se come, bien cocida. También se hace un tipo de harina para hacer «pan». Las semillas y estolones también se comen, es nutritivo.
Los wichí están familiarizados con dos especies, el chaguar enano (oletzaj o aletzaj), nombre científico Deinacanthon urbanianum, y el chaguar medio, (chitzaj o chutzaj), Bromelia hieronymi. El primero da una fibra más fina, más resistente al agua y de mejor calidad, pero requiere mucho más trabajo y no es abundante en el área. B. hieronymi tiene hojas más largas y abunda.
Etimología
Deinacanthon: nombre genérico que deriva de las palabras griegas: deinos = ‘horrible’, y anthos = ‘flor’.

## Sinonimia
- Rhodostachys urbaniana Mez in C.F.P.von Martius & auct. suc. (eds.), Fl. Bras. 3(3): 182 (1891).
- Bromelia urbaniana (Mez) L.B.Sm., Phytologia 15: 174 (1967).[3]